# Bogumił von Gnesen († 1092)
Bogumił († 1092) war Erzbischof von Gnesen in Polen spätestens ab 1076.
Seine Herkunft ist unbekannt.
Für 1076 wurde Bogumił genannt, als er Bolesław II. zum König von Polen krönte. 1092 starb er. Weitere Informationen über ihn sind nicht überliefert.
Sein Nachfolger wurde möglicherweise Heinrich von Wülzburg.